# Alberto Morosini
Pour les articles homonymes, voir Morosini.
Alberto Morosini, mort après 1303, est un marin vénitien.

## Biographie
Alberto Morosini est le fils de Miguel Morosini. Sa sœur Tomasina Morosini, est l'épouse d'Étienne le Posthume de Hongrie.
Il appartient à l'une des familles les plus prestigieuses du patriciat vénitien. 
Les Pisans le choisissent pour podestat, ayant acquis dans sa patrie la réputation d'un habile marin. Ils lui joignent comme capitaines de leur flotte, le comte Ugolin della Gherardesca et Andréotto Saracini.
Il dirige les troupes pisanes lors de la bataille de la Meloria le 6 août 1284. Les Pisans sont vaincus, et leur commandant  blessé et fait prisonnier.